# RedeTV! Itumbiara
RedeTV! Itumbiara foi uma emissora de televisão brasileira, com sede no município de Itumbiara, no estado de Goiás. A emissora era sintonizada no canal 4 VHF e foi afiliada à RedeTV!.
Apesar desse nome, não era emissora própria da RedeTV!. As instalações da TV funcionaram na sede do Jornal Folha de Notícias (ou Folha de Notícias).
A emissora entrou no ar em 2009 até ser fechada em 2012 pela ANATEL, acusada de ser emissora de TV pirata.

## História
A RedeTV! Itumbiara iniciou as transmissões no canal 4 no dia 25 de outubro de 2009 às 16 horas e 44 minutos, inicialmente em caráter experimental, para que os técnicos da emissora façam os ajustes e testes necessários para levar a melhor qualidade de som e imagem em Itumbiara e arredores, após a implantação dos estúdios da emissora.
A torre da emissora está instalada na sede do periódico Folha de Notícias, localizado na Avenida Afonso Pena, sem número, no Bairro Jardim América, local mais alto da cidade, de modo que toda a cidade e arredores recebam sem maiores dificuldades o sinal da emissora.
No dia 1º de novembro, após período de caráter experimental, ajustes e testes e a implantação dos estúdios, a emissora foi oficialmente inaugurada. Após ser inaugurada, tornou-se a segunda emissora de TV na cidade, acabando o monopólio da única emissora da cidade, a TV Anhanguera (canal 11). e passa veicular o primeiro programa local: Plantão Policial, que vai ao ar todos os dias às 11 horas e 55 minutos e 18 horas e 10 minutos e é apresentado pelo Luis Alves.
Com uma nova emissora, a RedeTV! contava na época, três afiliadas em Goiás, as duas são: VTV (Goiânia, canal 49), TV Planalto (Jataí, canal 6), mas, as emissoras já foram extintas em 2011.
A emissora já caiu no gosto dos itumbiarenses e tem 89% da audiência na cidade nos programas locais.

## Fechamento em 2012
Após a RedeTV! Itumbiara entrar no ar no canal 4, gerou polêmica: é uma emissora de TV pirata, pois não existe autorização da Anatel para funcionar. Não existe concessão de canal de TV para Itumbiara além do canal 11, hoje operado pelo Sistema Paranaíba de Comunicações (a TV Rio Paranaíba).
O canal 4 utiliza transmissão ilegal no lugar da RTV (Retransmissor de TV) na Anatel que na época estava pré-cadastrado para transmitir o sinal da EBC (Empresa Brasileira de Comunicação, da TV Brasil), que posteriormente foi repassada a TV Alterosa. A outorga é da Prefeitura Municipal de Itumbiara.
O local do transmissor (torre de TV) também é ilegal, pois é localizado na sede do jornal Folha de Notícias e na autorização do site da Anatel, na verdade é RTV, mas na Fazenda Experimental da Ulbra.
Várias denúncias já foram feitas à Anatel e ao Ministério das Comunicações, mas nenhuma ação foi feita, reforçando suspeitas de proteção ao grupo político ligado ao então prefeito José Gomes.
Na manhã do dia 13 de outubro de 2012, a RedeTV! Itumbiara foi fechada pelos agentes da ANATEL.